# Uniwersytet Ziem Zachodnich
Uniwersytet Ziem Zachodnich (UZZ) – polska tajna uczelnia funkcjonująca w latach II wojny światowej. Została utworzona w październiku 1940 z inicjatywy Biura Oświatowo-Szkolnego Ziem Zachodnich. Miała na celu kształcenie kadr i specjalistów na okres wojenny i powojenny. Większość wykładowców i studentów pochodziła z zamkniętego przez Niemców Uniwersytetu Poznańskiego. W gronie tym byli również inni wysiedleńcy z Wielkopolski. Uniwersytet działał głównie w Warszawie. Jego działalność została przerwana przez powstanie warszawskie, gdy utracił około połowę swoich pracowników.

## Historia
W skład komitetu organizacyjnego uczelni wchodzili: prof. Roman Pollak, prof. Ludwik Jaxa-Bykowski, doc. dr Władysław Kowalenko, doc. dr Witold Sawicki, prof. Józef Rafacz. Najważniejszym celem działania uczelni było objęcie nauką absolwentów szkół średnich wysiedlonych z Wielkopolski, Pomorza i Śląska. Z uwagi na postulat tajności wykładowcy występowali pod pseudonimami, a słuchaczom kursów nie wydawano żadnych zaświadczeń o przebiegu studiów. Uczelnia utrzymywała się głównie z funduszy społecznych, opłat szkolnych i dotacji zakonspirowanego Departamentu Oświaty polskich władz. W ostatniej fazie działalności budżet uczelni sięgał 80 tys. złotych miesięcznie (na stypendia wypłacano około 8000 złotych). Dużą część dotacji przeznaczano na zakup książek do podręcznej podziemnej biblioteki. W roku akademickim 1942/1943 funkcjonowały cztery wydziały: farmaceutyczny, lekarski (największy pod względem liczby studentów – 610 osób), rolny i teologiczny, a także wyższe studium gospodarcze, które z czasem przyjęło nazwę Instytutu Morskiego. Z chwilą wybuchu powstania warszawskiego zajęcia przerwano, podejmując je w innych ośrodkach miejskich (zwłaszcza studia lekarskie), takich jak: Grodzisk Mazowiecki, Kraków, Kielce, Jędrzejów, Milanówek, Ostrów Mazowiecka i Częstochowa. Podczas działania tajnej uczelni studiowało na niej łącznie 2181 słuchaczy (na kursy uniwersyteckie uczęszczało 438 osób). Ogółem zorganizowano 172 komplety, na których zajęcia dydaktyczne prowadziło 296 wykładowców (87 na kursach). Uczelnia świadczyła też pomoc dla Polaków więzionych w obozach koncentracyjnych.

## Rektorzy
- Ludwik Jaxa-Bykowski (1940–1943),
- Roman Pollak (1943–1944).

## Wykładowcy
- Antoni Gałecki,
- Zdzisław Grot,
- Witold Kapuściński,
- Zdzisław Kępiński,
- Bronisław Koskowski[2],
- Tadeusz Ocioszyński,
- Józef Reutt[3]
- Zdzisław Stolzmann,
- Adam Wrzosek,
- Stefan Zaleski,
- Zygmunt Wojciechowski[2].